# Jack Stenekes
Jack Stenekes (* 1945 in der Provinz Friesland, Niederlande) ist ein kanadischer Evangelist, Sänger und Liedermacher christlicher Musik, der als Solist und Musiker für das Missionswerk Janz Team Bekanntheit erlangte.

## Leben und Wirken
Im Jahr 1949 wanderte Stenekes’ Familie nach Kanada aus. Sein gesangliches Talent wurde durch familiäres Musizieren sowie öffentliche Solo-Auftritte in der Kirche bereits früh gefördert. Anfang der 1970er Jahre wurde er als Mitglied der Band Janz Team Singers bekannt, die sich neben ihm aus Ken Janz, Vern Giesbrecht, Herb Rempel sowie später Nils Kjellström zusammensetzte. Mit Ausnahme des Schweden Kjellström lernten sich die Musiker 1965 als Studenten des Briercrest Bible Institute in Caronport, Saskatchewan, kennen und zogen 1971 gemeinsam nach Deutschland, um hier in der Jugendmission des Janz Teams mitzuarbeiten. Aus der Band ging einige Jahre später unter anderem durch Symbiose mit dem Duo Paul & Danny die international auch auf dem säkularen Markt erfolgreiche Rockband Deliverance hervor. Stenekes wurde nach Hildor Janz bis Anfang der 1990er Jahre die Stimme des Missionswerkes Janz Team und trat auf dessen zahlreichen Großveranstaltungen im gesamten deutschsprachigen Raum neben den mehrere hundert Stimmen starken Evangelisationschören auf. 
Heute ist er Missionsleiter des Janz Teams in Kanada. 2008 erschien ein spätes Projekt unter dem Titel The Blessing, gemeinsam eingespielt mit seinen drei Töchtern Jodie, Simone und Alison. Die deutsche Ausgabe des Albums beinhaltet deutschsprachige Bonustracks. In Kanada erschien 2010 außerdem das Album Reflections.

## Diskografie

### Deutsche Alben
- Singt Halleluja (Janz Team, 1975)
- Die Hand des Herrn (Janz Team, 1977)
- Zeit und Ewigkeit (Janz Team, 1978)
- In Gottes Hand (Janz Team, 1985)

#### Projekte
- Jack Stenekes mit Heidi & Wolfgang, Leo Janz u. a.: Aus Dankbarkeit. Ein Musical (Janz Team, 1979)
- Jack Stenekes mit Janz Team Evangelisationschor: Christus Festwochen 85 Luis Palau (1985)
- Jack Stenekes And Daughters: The Blessing (Janz Team, 2008)

### Internationale Alben
- Sing Hallelujah (Kanada, 1975)
- Silent Night (Kanada, 1975)
- Children Of Time (Kanada, 1978)
- Gratitude. A Musical Of Praise And Thanksgiving (Kanada, 1979) (mit: Paul & Diana)
- Voor Hem Is Mijn Lied (Niederlande, 1980)
- Vintage Gospel. Those Good Old Songs (Kanada, 1983)
- Soul Refresher (Kanada, 1985)
- The Blessing (Kanada, 2004) (Jack Stenekes And Daughters)
- Reflections (Kanada, 2010)